# حفل توزيع جوائز الغولدن غلوب الرابع
حفل توزيع جوائز الغولدن غلوب الرابع هو حفل لتكريم أفضل الإنجازات في مجال صناعة الأفلام لعام 1946، أقيم يوم 26 فبراير 1947 في فندق هوليوود روزفيلت بمدينة لوس أنجلس، كاليفورنيا.

## الفائزين
- أفضل ممثل في دور رئيسي:  غريغوري بيك عن فيلم الرضيع
- أفضل ممثلة في دور رئيسي: روزاليند راسل عن فيلم الأخت كيني
- أفضل ممثل في دور ثانوي في فيلم: كليفتون ويب عن فيلم حد الشفرة
- أفضل ممثلة في دور ثانوي في فيلم: آن باكستر عن فيلم حد الشفرة
- أفضل مخرج: فرانك كابرا عن فيلم إنها حياة رائعة
- أفضل فيلم: أجمل سنوات العمر من إخراج ويليام وايلر
- أفضل فيلم يروج للتفاهم العالمي: الفرصة الأخيرة من إخراج ليوبولد ليندبيرغ
- جائزة الإنجاز المتميز: هارولد راسل عن فيلم أجمل سنوات العمر

## وصلات خارجية
- حفل توزيع جوائز الغولدن غلوب الرابع على موقع IMDb (الإنجليزية)